# Heineken Open 2006
Heineken Open 2006 — тенісний турнір, що проходив на кортах з твердим покриттям у місті Окленд (Нова Зеландія), Нова Зеландія з 9 січня . Належав до категорії ATP International Series, був турніром серії ATP Auckland Open 2006 року.

## Фінальна частина

### Одиночний розряд
Яркко Ніємінен —  Маріо Анчич 6–2, 6–2

### Парний розряд
Андрей Павел /  Рогір Вассен —  Сімон Аспелін /  Тодд Перрі 6–3, 5–7, [10–4]